# NGC 373
NGC 373 (друго обозначение – PGC 3946) е елиптична галактика (E) в съзвездието Риби.
Обектът присъства в оригиналната редакция на „Нов общ каталог“.